# 아나 에베르스
아나 에베르스(Anna Ewers, 1993년 3월 14일 ~ )는 독일의 모델이다.